# Arthur Reinmann
Arthur Reinmann   (Districte administratiu d'Oberaargau, 1901 - Districte administratiu d'Oberaargau, 1983) fou un aixecador suís que va competir durant la dècada de 1920.
El 1924 va prendre part en els Jocs Olímpics de París, on disputà la prova del pes ploma, per a aixecadors amb un pes inferior a 60 kg, del programa d'halterofília. En ella guanyà la medalla de bronze. Quatre anys més tard, als Jocs d'Amsterdam, fou cinquè en la prova del pes ploma del programa d'halterofília.